# Palić
Palić (en serbocroata cirílico, Палић; en húngaro: Palics) es una villa de Serbia situada en el municipio de Subotica, en el distrito de Bačka del Norte, provincia autónoma de Voivodina. Según el censo de 2022, tiene una población de 5476 habitantes.
La localidad es conocida por el lago homónimo, uno de los principales centros turísticos del país, en torno al cual se basa la economía local.
La actual localidad fue fundada a mediados del siglo XIX al comprobarse la calidad de las aguas del lago para establecer un asentamiento balneario. A principios del siglo XX, cuando era uno de los lugares de descanso más conocidos del reino de Hungría, la localidad desarrolló una arquitectura modernista.

## Demografía
En 2011 tenía 7771 habitantes, de los cuales algo más de la mitad eran magiares y la cuarta parte serbios. Aquí viven además minorías de croatas, yugoslavos y bunjevcis.

## Clima
| Parámetros climáticos promedio de Palić (1981–2010, extremos 1961–2010) | Parámetros climáticos promedio de Palić (1981–2010, extremos 1961–2010) | Parámetros climáticos promedio de Palić (1981–2010, extremos 1961–2010) | Parámetros climáticos promedio de Palić (1981–2010, extremos 1961–2010) | Parámetros climáticos promedio de Palić (1981–2010, extremos 1961–2010) | Parámetros climáticos promedio de Palić (1981–2010, extremos 1961–2010) | Parámetros climáticos promedio de Palić (1981–2010, extremos 1961–2010) | Parámetros climáticos promedio de Palić (1981–2010, extremos 1961–2010) | Parámetros climáticos promedio de Palić (1981–2010, extremos 1961–2010) | Parámetros climáticos promedio de Palić (1981–2010, extremos 1961–2010) | Parámetros climáticos promedio de Palić (1981–2010, extremos 1961–2010) | Parámetros climáticos promedio de Palić (1981–2010, extremos 1961–2010) | Parámetros climáticos promedio de Palić (1981–2010, extremos 1961–2010) | Parámetros climáticos promedio de Palić (1981–2010, extremos 1961–2010) |
| Mes                                                                     | Ene.                                                                    | Feb.                                                                    | Mar.                                                                    | Abr.                                                                    | May.                                                                    | Jun.                                                                    | Jul.                                                                    | Ago.                                                                    | Sep.                                                                    | Oct.                                                                    | Nov.                                                                    | Dic.                                                                    | Anual                                                                   |
| ----------------------------------------------------------------------- | ----------------------------------------------------------------------- | ----------------------------------------------------------------------- | ----------------------------------------------------------------------- | ----------------------------------------------------------------------- | ----------------------------------------------------------------------- | ----------------------------------------------------------------------- | ----------------------------------------------------------------------- | ----------------------------------------------------------------------- | ----------------------------------------------------------------------- | ----------------------------------------------------------------------- | ----------------------------------------------------------------------- | ----------------------------------------------------------------------- | ----------------------------------------------------------------------- |
| Temp. máx. abs. (°C)                                                    | 16.4                                                                    | 19.9                                                                    | 27.5                                                                    | 28.5                                                                    | 34.0                                                                    | 36.7                                                                    | 38.2                                                                    | 38.0                                                                    | 35.1                                                                    | 29.2                                                                    | 23.0                                                                    | 17.3                                                                    | 38.2                                                                    |
| Temp. máx. media (°C)                                                   | 2.9                                                                     | 5.6                                                                     | 11.2                                                                    | 17.2                                                                    | 22.8                                                                    | 25.7                                                                    | 28.0                                                                    | 28.0                                                                    | 23.1                                                                    | 17.4                                                                    | 9.6                                                                     | 3.9                                                                     | 16.3                                                                    |
| Temp. media (°C)                                                        | -0.4                                                                    | 1.3                                                                     | 6.0                                                                     | 11.6                                                                    | 17.3                                                                    | 20.4                                                                    | 22.3                                                                    | 21.7                                                                    | 16.8                                                                    | 11.4                                                                    | 5.4                                                                     | 0.8                                                                     | 11.2                                                                    |
| Temp. mín. media (°C)                                                   | -3.4                                                                    | -2.4                                                                    | 1.8                                                                     | 6.5                                                                     | 11.6                                                                    | 14.6                                                                    | 16.3                                                                    | 15.8                                                                    | 11.7                                                                    | 6.9                                                                     | 2.1                                                                     | -1.9                                                                    | 6.6                                                                     |
| Temp. mín. abs. (°C)                                                    | -25.2                                                                   | -21.5                                                                   | -19.5                                                                   | -4.2                                                                    | -0.4                                                                    | 3.7                                                                     | 7.6                                                                     | 6.3                                                                     | -0.4                                                                    | -6.1                                                                    | -14.3                                                                   | -21.4                                                                   | -25.2                                                                   |
| Precipitación total (mm)                                                | 33.4                                                                    | 30.3                                                                    | 33.9                                                                    | 44.0                                                                    | 55.5                                                                    | 80.5                                                                    | 57.4                                                                    | 52.2                                                                    | 49.7                                                                    | 39.6                                                                    | 48.1                                                                    | 46.5                                                                    | 571.1                                                                   |
| Días de precipitaciones (≥ 0.1 mm)                                      | 11                                                                      | 10                                                                      | 10                                                                      | 11                                                                      | 12                                                                      | 12                                                                      | 10                                                                      | 9                                                                       | 10                                                                      | 8                                                                       | 11                                                                      | 13                                                                      | 128                                                                     |
| Días de nevadas (≥ 1 mm)                                                | 6                                                                       | 6                                                                       | 3                                                                       | 0                                                                       | 0                                                                       | 0                                                                       | 0                                                                       | 0                                                                       | 0                                                                       | 0                                                                       | 2                                                                       | 5                                                                       | 23                                                                      |
| Horas de sol                                                            | 69.3                                                                    | 113.0                                                                   | 158.5                                                                   | 199.5                                                                   | 259.9                                                                   | 274.0                                                                   | 307.9                                                                   | 283.4                                                                   | 206.1                                                                   | 162.6                                                                   | 94.2                                                                    | 61.8                                                                    | 2190.3                                                                  |
| Humedad relativa (%)                                                    | 85                                                                      | 79                                                                      | 71                                                                      | 66                                                                      | 64                                                                      | 64                                                                      | 62                                                                      | 64                                                                      | 70                                                                      | 75                                                                      | 82                                                                      | 87                                                                      | 72                                                                      |
| Fuente: Republic Hydrometeorological Service of Serbia                  |                                                                         |                                                                         |                                                                         |                                                                         |                                                                         |                                                                         |                                                                         |                                                                         |                                                                         |                                                                         |                                                                         |                                                                         |                                                                         |